# P. D. Jamesová
Phyllis Dorothy James, baronka z Holland Parku, OBE (3. srpna 1920 Oxford – 27. listopadu 2014 Oxford), známá jako P. D. Jamesová, byla anglická spisovatelka detektivních příběhů a doživotní členka britské Sněmovny lordů za Konzervativní stranu. Proslavila se hlavně díky detektivním románům s postavou detektiva a básníka Adama Dalglieshe.

## Život a kariéra
P. D. Jamesová se narodila v Oxfordu v rodině daňového inspektora Sidneyho Jamese. Navštěvovala školu v Ludlow a později střední dívčí školu v Cambridgi. Po střední škole začala v Cambridgi pracovat na daňovém úřadě a poté v divadle. Tam se také seznámila se svým budoucím manželem, Connorem Bantry Whitem, se kterým má dvě dcery. Jejich manželství bylo poznamenáno tím, že se u Connora Whita po návratu z války rozvinula psychická porucha a většinu života musel strávit v psychiatrických ústavech. Jamesová rodinu finančně podporovala tím, že pracovala jako úřednice, např. na ředitelství nemocnic. Po smrti svého manžela v roce 1964 začala pracovat na kriminalistickém oddělení ministerstva vnitra, kde zůstala až do odchodu do důchodu v roce 1979.
Jamesová začala psát v polovině 50. let, její první román, Zahalte jí tvář, vyšel v roce 1962. V tomto románu představila vyšetřovatele Scotland Yardu Adama Dalglieshe. Zatím její poslední román s Adamem Dalglieshem, Soukromá pacientka, vyšel v roce 2008. V roce 2000 vydala svou autobiografii Život nejsou jen vraždy a v roce 2009 pak knihu o historii detektivního žánru Talking about Detective Fiction. Během své kariéry psala i eseje a články pro noviny, časopisy a antologie. V roce 1991 byla za své dílo povýšena do šlechtického stavu a v roce 2008 byla uvedena do síně slávy autorů detektivního žánru (Crime Writing Hall of Fame).

## Dílo
První detektivní romány P. D. Jamesové se často odehrávají v prostředí britských státních institucí, jakými jsou zdravotnické a kriminalistické ústavy, jejichž prostředí Jamesová díky své práci dobře znala. Její pozdější romány se většinou odehrávají v uzavřených komunitách, např. v nakladatelství, teologické koleji, na ostrově nebo na soukromé klinice. Typickým znakem všech jejích detektivních románů je komplexní příběh, propracované postavy a posun od čistě detektivního románu k obecné fikci s realistickými prvky. Jamesová se nesoustředí jen na zápletku a odhalení zločince, ale klade důraz na charakteristiku postav, prostředí a na ničivé následky zločinu a jeho vliv na životy všech zúčastněných.
Nejznámější část díla P. D. Jamesové tvoří série knih, jejichž hlavním hrdinou je Adam Dalgliesh. V dalších dvou románech je hlavní postavou majitelka detektivní kanceláře Cordelia Grayová.

### Adam Dalgliesh
1. Zahalte jí tvář (Cover Her Face; 1962, česky 1994)
2. Případ pro psychiatra (A Mind to Murder; 1963, česky 1986)
3. Z příčin nikoli přirozených (Unnatural Causes; 1967, česky 1986)
4. Rubáš pro slavíka (Shroud for a Nightingale; 1971, česky 1983)
5. Černá věž (The Black Tower; 1975, česky 1992)
6. Smrt kriminalisty (Death of an Expert Witness; 1977, česky 1982)
7. Pachuť smrti (A Taste for Death; 1986, česky 1991)
8. Plány a touhy (Devices and Desires; 1989, česky 1993)
9. Vraždy v nakladatelství (Original Sin; 1994, česky 1999)
10. Vím, že jsi vrah (A Certain Justice; 1997, česky 2000)
11. Smrt v sutaně (Death in Holy Orders; 2001, česky 2002)
12. Vraždy podle návodu (The Murder Room; 2003, česky 2003)
13. Maják (The Lighthouse; 2005, česky 2006)
14. Soukromá pacientka (The Private Patient; 2008, česky 2009)

### Cordelia Grayová
1. Povolání pro ženu nevhodné (An Unsuitable Job for a Woman; 1972, česky 1986)
2. Přicházím tě zabít (The Skull Beneath the Skin; 1982, česky 1998)

### Další
1. Já si tě najdu (Innocent Blood; 1980, česky 2000)
2. Potomci lidí (The Children of Men; science fiction; 1992, česky 1994 jako Země prázdných domů, přejmenováno ve druhém vydání 2006)
3. Smrt přichází do Pemberley (Death Comes to Pemberley; detektivní román odehrávající se v prostředí klasického díla Pýcha a předsudek; 2011, česky 2013)

### Non-fiction
1. The Maul and the Pear Tree: The Ratcliffe Highway Murders, 1811 (s Thomasem A. Critchleym, 1971)
2. Život nejsou jen vraždy (Time to Be in Earnest; autobiografie; 2000, česky 2000).
3. Talking About Detective Fiction (historie žánru detektivního románu; 2009)

## Film a televize
Mnoho románů P. D. Jamesové bylo zfilmováno. Asi nejznámějším představitelem Adama Dalglieshe je Roy Marsden, který se proslavil v seriálových adaptacích jako Pachuť smrti, Černá věž, Smrt soudního znalce, Zahalte jí tvář a Záhady slavičího domu. Ve filmech Smrt pod ochranou církve a Vraždy v muzeu se jako Adam Dalgliesh představil Martin Shaw. Mimo její obvyklý detektivní žánr natočil režisér Alfonso Cuarón katastrofický sci-fi film Potomci lidí dle námětu její stejnojmenné knižní předlohy.